# Villa Il Cartone
Villa Il Cartone, conosciuta anticamente come Villa di San Martino, è una dimora storica italiana, dei dintorni di Ponte a Mensola, vicino a Firenze.

## Storia
Sorge sulla parte sinistra di via della Torre, poco distante da via D'Annunzio; in origine essa faceva parte di una vasta proprietà dei Belcari che comprendeva anche una colonica e un podere. La famiglia, senese d'origine, si era insediata a Firenze verso il 1330; essi possedevano inoltre un bell'immobile in via della Vigna Vecchia, utilizzando le proprietà del contado come residenza estiva. In tale villa soggiornò il poeta Feo Belcari, personaggio caro a Lucrezia Tornabuoni, madre del Magnifico, e a Savonarola. 
Nel 1570 villa San Martino passò al lanaiolo Lazzaro d'Andrea Cecchini, il quale affisse sulla facciata della colonica il proprio stemma e costruì un tabernacolo raffigurante la Vergine Maria (conosciuto come la Vergine di Lazzaro). Oggigiorno sia la colonica sia il tabernacolo non esistono più, in quanto sono stati demoliti intorno al 1970, per la costruzione di nuovi edifici. 
Le proprietà passarono poi a Clarice Prias Galli (1704) e nel 1731 a Filippo Neri di Pietro Cartoni, da cui deriva l'attuale nome. Essi si prodigarono ad ampliare e rimodernare la villa. A metà Ottocento Aldobrando Guglielmi acquistò le proprietà dei Cartoni per 5 000 scudi lasciandola in eredità al nipote Filippo; quest'ultimo però morì annegando durante il ritorno dall'America nel 1851. L'ereditarono quindi i suoi cugini, i signori Poggesi, divenendo proprietari anche dei beni nel Mugello che possedevano i  Guglielmi.
Gli attuali proprietari sono i signori Zini-Poggesi, i quali si occuparono del restauro della loro abitazione.

## Descrizione
La villa, dalle sobrie linee settecentesche, è divisa in due piani; dell'originaria struttura rinascimentale rimangono sporadiche tracce come un colonnato del cortile interno e alcune finestre, oggi murate. L'edificio possiede una cappella costruita nel Settecento, che conserva le decorazioni originarie dell'epoca e una volta dipinta nel secolo seguente. Vi si accede tramite un elegante portale. Ancora oggi nella cappella si celebra la funzione religiosa.